# Hans-Eric Stenborg
Hans-Eric Stenborg, egentligen Karl Hans Erik Stenborg, född 16 april 1917 i Umeå, död 14 juli 1983 i Sankt Görans församling i Stockholm, var en svensk skådespelare, författare och översättare.

## Biografi
Stenborg tillhörde en norrländsk prästsläkt med konstnärliga anlag. Efter teaterstudier hos Maria Schildknecht debuterade han på Nya teatern i Stockholm 1936. Stenborg var engagerad vid olika Stockholmsscener och turnéteatrar samt två år vid Wasa Teater i Finland. 1954–1957 var han vid Folkteatern i Göteborg och därefter vid Uppsala-Gävle stadsteater fram till 1961. Stenborg var vid Svenska Riksteatern 1961–1966 och 1974–1981. Han frilansade som skådespelare 1967–1973 samt från 1981.
Hans-Eric Stenborg utgav även böcker och översatte från ungerska språket. Under en kort period var han gift med skådespelerskan Maj Vendel, i många år sufflös på Dramaten i Stockholm.[källa behövs] Stenborg är begravd på Mellersta kyrkogården i Södra Lapplands pastorat.

## Filmografi
- 1939 – Kalle på Spången
- 1939 – Kadettkamrater
- 1939 – Frun tillhanda
- 1967 – En sån strålande dag
- 1968 – Olles skidfärd
- 1968 – Rätt man (TV-teater)
- 1968 – Farbror Blås nya båt
- 1969 – Konfrontation
- 1971 – Lavforsen – by i Norrland (TV-serie)
- 1972 – Den hemliga verkligheten
- 1972 – Nybyggarland
- 1972–1974 – Bröderna Malm (TV-serie)
- 1973 – Emil och griseknoen
- 1974 – Thriller – en grym film
- 1975 – Sally
- 1976 – Emil i Lönneberga (TV-serie)
- 1982 – Oldsmobile
- 1982 – Dom unga örnarna
- 1983 – Farmor och vår Herre (TV-serie)

## Teater

### Roller (ej komplett)
| År   | Roll      | Produktion                                                         | Regi             | Teater                    |
| ---- | --------- | ------------------------------------------------------------------ | ---------------- | ------------------------- |
| 1936 | Sebastian | Cirkus Sanger (The Constant Nymph) Margaret Kennedy och Basil Dean | Sandro Malmquist | Nya Teatern               |
| 1959 |           | Femton snören guld Zhu Sucheng                                     | Ellen Bergman    | Uppsala-Gävle Stadsteater |
| 1974 |           | Så tuktas en argbigga William Shakespeare                          | Lennart Kollberg | Riksteatern               |

### Egna verk
- När Truls och Pia spelade teater.. Stockholm: Rabén & Sjögren. 1946. Libris 1458376
- I samma hus: noveller. Stockholm: Bonnier. 1947. Libris 1458375

### Översättningar
- Lotz János, Pándy Cálmán de, red (1944). Ungersk dikt. Ungerska institutets publikationer. Ser. A, 99-3418694-2 ; 1. Stockholm: Ungerska inst. Libris 1222523
- Mallette, Gertrude E.; Stenborg Hans-Eric (1951). Kerry lever farligt: berättelse för flickor. B. Wahlströms ungdomsböcker, 99-0117885-1 ; 634/635B. Wahlströms flickböcker. Stockholm: B. Wahlström. Libris 1442979

### Fotnoter
1. ↑  ”Hans-Eric Stenborg”. Svensk Filmdatabas. http://www.sfi.se/sv/svensk-filmdatabas/Item/?type=PERSON&itemid=67760. Läst 23 juli 2012.
2. 1 2  ”Hans-Eric Stenborg”. http://libris.kb.se/hitlist?q=WFRF%3A%28Stenborg+Hans+Eric+1917+1983%29&d=libris&m=10&p=1&hist=true&noredirect=true. Läst 23 juli 2012.
3. ↑  Dagens Nyheter, 20 juli 1983, sid.21
4. ↑  SvenskaGravar
5. ↑  ”Cirkus Sanger”. Musik- och Teaterbiblioteket. https://calmview.musikverk.se/CalmView/Record.aspx?src=CalmView.Performance&id=PERF13815&pos=745. Läst 3 mars 2025.
6. ↑  ”Kinesiskt i Uppsala på annandagen”. Dagens Nyheter:  s. 20. 11 december 1959. https://arkivet.dn.se/tidning/1959-12-11/336/20. Läst 10 juni 2018.
7. ↑  Bengt Jahnsson (4 april 1974). ”Riksteaterns 'Argbigga': Nyanserna saknas”. Dagens Nyheter:  s. 24. https://arkivet.dn.se/tidning/1974-04-04/93/24. Läst 18 mars 2018.